# Blåryggig papegoja
För arten Tanygnathus sumatranus, se sulawesipapegoja.
Blåryggig papegoja (Tanygnathus everetti) är en fågelart i familjen östpapegojor inom ordningen papegojfåglar.

## Utbredning och systematik
Fågeln förekommer i Filippinerna och omfattar två till fyra taxon med följande utbredning:
- duponti (inkluderas ofta i nominatformen) – Luzon i norra Filippinerna
- freeri (inkluderas ofta i nominatformen) – Polillo i norra Filippinerna
- everetti – Visayaöarna och Mindanao i centrala och södra Filippinerna
- burbidgii – Suluöarna i sydvästra Filippinerna

Tidigare behandlades den som en del av sulawesipapegojan (Tangygnathus sumatranus). Dessa behandlas dock allt oftare som två egna arter.

## Status
Arten kategoriseras av IUCN som starkt hotad.